# Grand Prix automobile des États-Unis 2007
GP précédent GP suivant
Le Grand Prix automobile des États-Unis 2007 (2007 Formula 1 United States Grand Prix), disputé le 17 juin 2007 sur l'Indianapolis Motor Speedway est la 775e épreuve de l'histoire du championnat du monde de Formule 1 courue depuis 1950, et la septième manche du championnat 2007.

## Essais libres

### Vendredi matin
| Pos. | Pilote           | Voiture          | Chrono         | Écart     |
| ---- | ---------------- | ---------------- | -------------- | --------- |
| 1    | Fernando Alonso  | McLaren-Mercedes | 1 min 11 s 925 |           |
| 2    | Nick Heidfeld    | BMW Sauber       | 1 min 12 s 391 | + 0 s 388 |
| 3    | Lewis Hamilton   | McLaren-Mercedes | 1 min 12 s 628 | + 0 s 411 |
| 4    | Sebastian Vettel | BMW Sauber       | 1 min 12 s 869 | + 0 s 566 |
| 5    | Kimi Räikkönen   | Ferrari          | 1 min 12 s 966 | + 0 s 685 |
| 6    | Nico Rosberg     | Williams-Toyota  | 1 min 13 s 020 | + 0 s 785 |

- Note : Kazuki Nakajima, pilote essayeur chez Williams, a pris part à cette séance d'essais avec n°38.

### Vendredi après-midi
| Pos. | Pilote          | Voiture          | Chrono         | Écart     |
| ---- | --------------- | ---------------- | -------------- | --------- |
| 1    | Fernando Alonso | McLaren-Mercedes | 1 min 12 s 156 |           |
| 2    | Lewis Hamilton  | McLaren-Mercedes | 1 min 12 s 309 | + 0 s 287 |
| 3    | Felipe Massa    | Ferrari          | 1 min 12 s 435 | + 0 s 589 |
| 4    | Kimi Räikkönen  | Ferrari          | 1 min 12 s 587 | + 0 s 651 |
| 5    | Nick Heidfeld   | BMW Sauber       | 1 min 13 s 026 | + 0 s 791 |
| 6    | David Coulthard | Red Bull-Renault | 1 min 13 s 042 | + 0 s 854 |

### Samedi matin

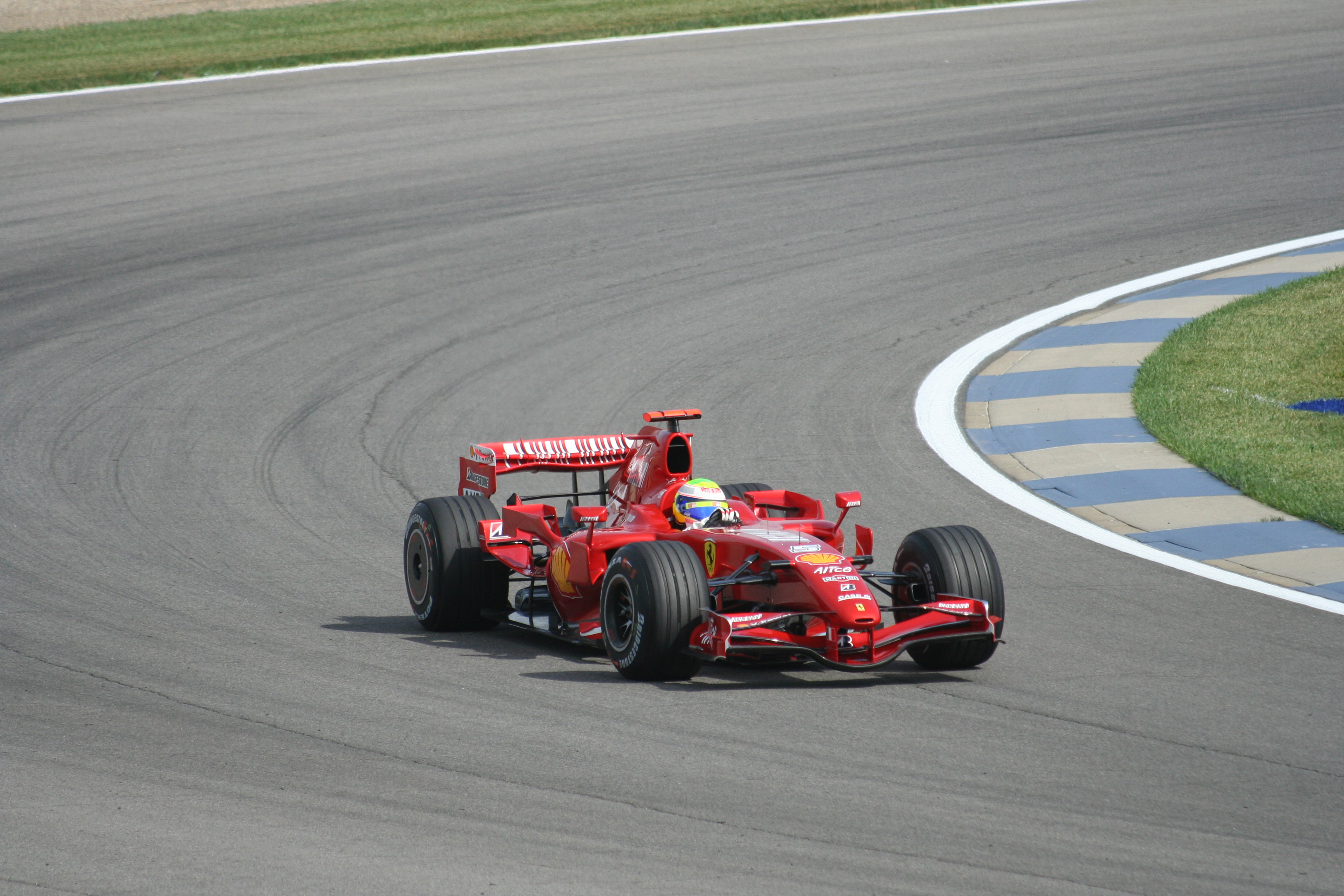
Felipe Massa au Grand Prix des États-Unis 2007.

| Pos. | Pilote            | Voiture          | Chrono         | Écart     |
| ---- | ----------------- | ---------------- | -------------- | --------- |
| 1    | Fernando Alonso   | McLaren-Mercedes | 1 min 12 s 150 |           |
| 2    | Sebastian Vettel  | BMW Sauber       | 1 min 12 s 321 | + 0 s 079 |
| 3    | Lewis Hamilton    | McLaren-Mercedes | 1 min 12 s 378 | + 0 s 131 |
| 4    | Heikki Kovalainen | Renault          | 1 min 12 s 574 | + 0 s 231 |
| 5    | Nick Heidfeld     | BMW Sauber       | 1 min 12 s 646 | + 0 s 323 |
| 6    | Kimi Räikkönen    | Ferrari          | 1 min 12 s 692 | + 0 s 426 |

## Grille de départ

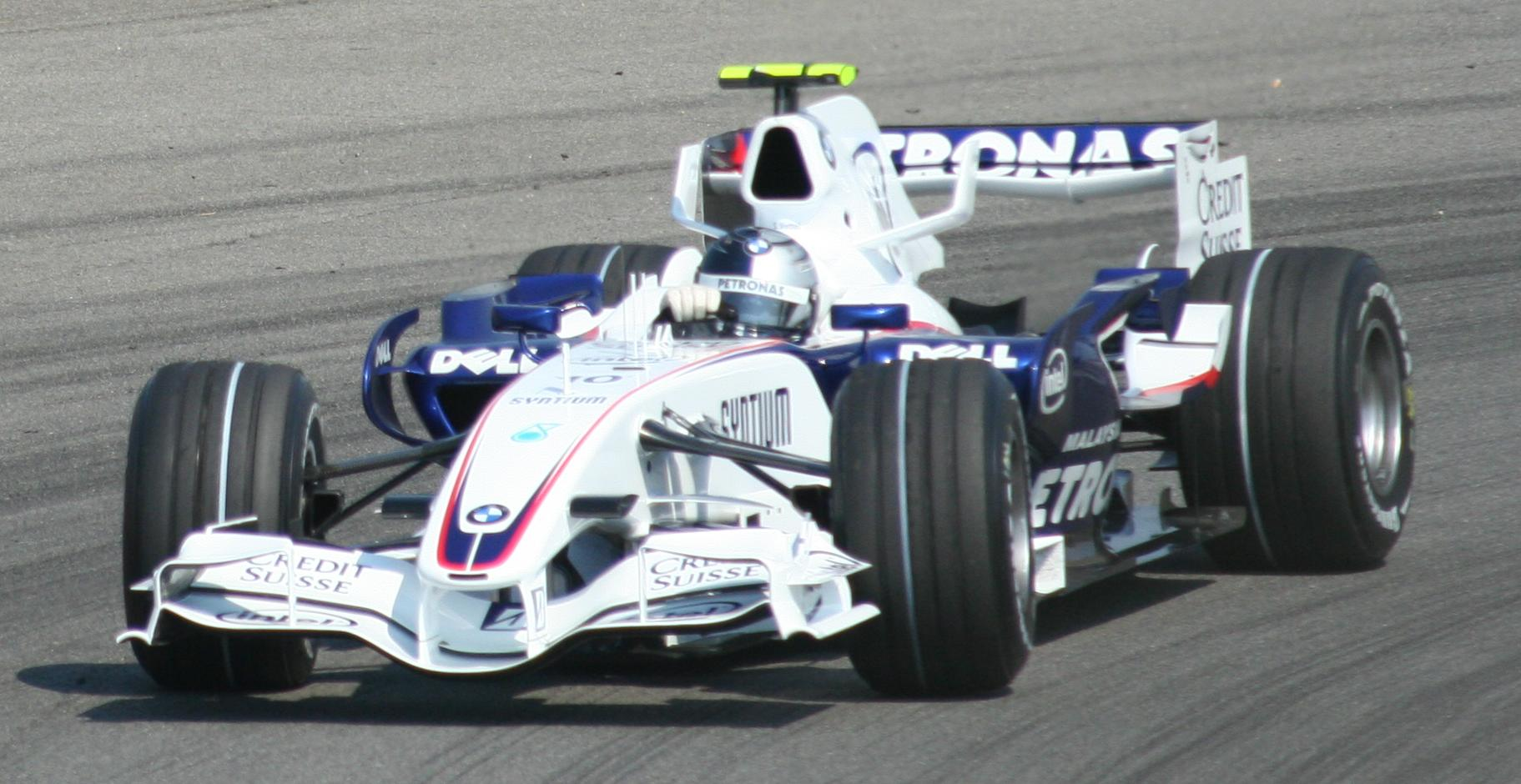
Sebastian Vettel au GP des États-Unis 2007

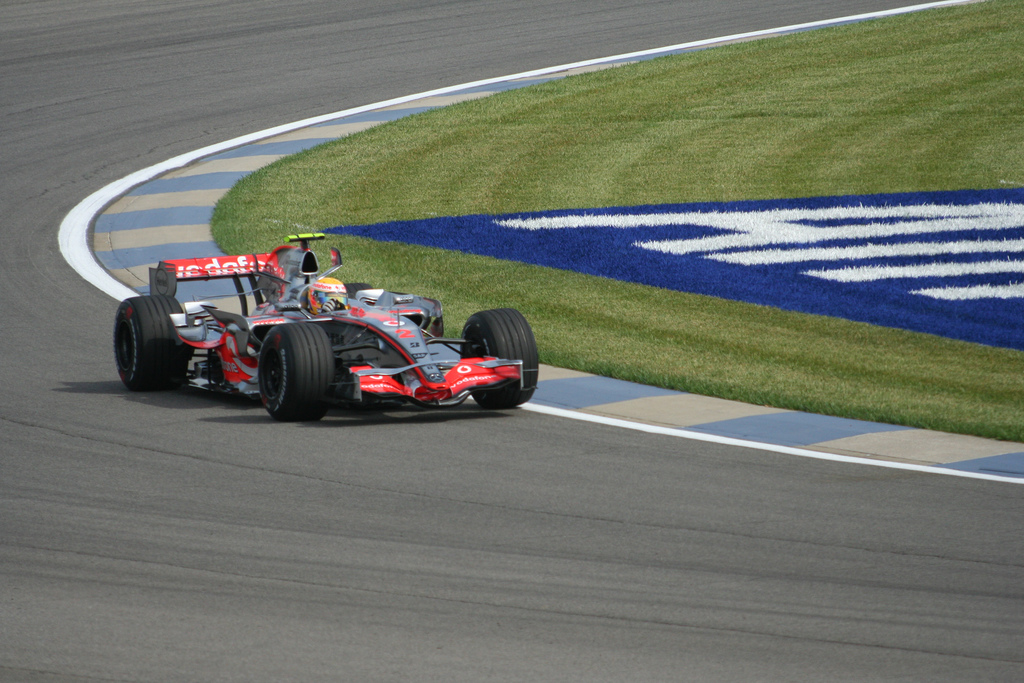
Lewis Hamilton au GP des États-Unis 2007

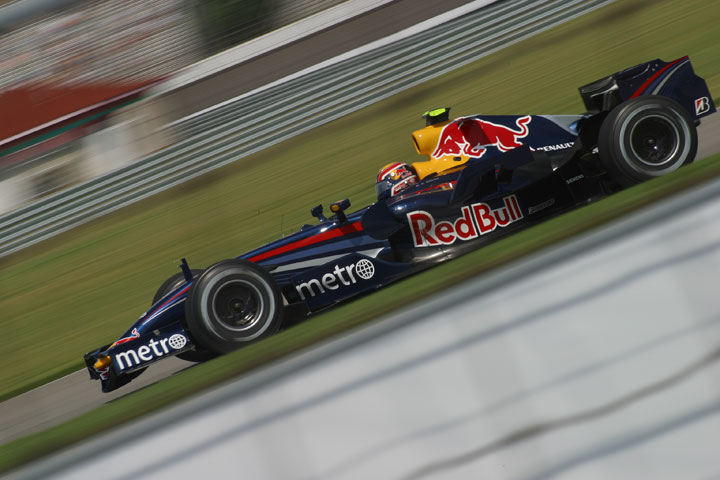
Mark Webber au Grand Prix GP des États-Unis 2007.

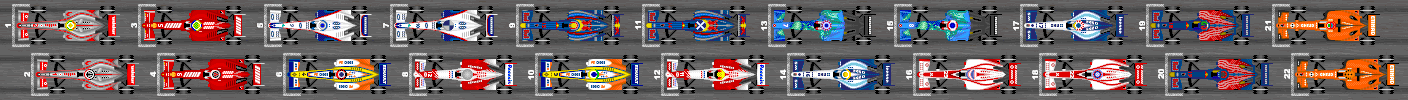
La grille de départ du Grand Prix

| Pos. | Pilote               | Écurie             | Qualifications 1 | Qualifications 2 | Qualifications 3 |
| ---- | -------------------- | ------------------ | ---------------- | ---------------- | ---------------- |
| 1    | Lewis Hamilton       | McLaren-Mercedes   | 1 min 12 s 563   | 1 min 12 s 065   | 1 min 12 s 331   |
| 2    | Fernando Alonso      | McLaren-Mercedes   | 1 min 12 s 416   | 1 min 11 s 926   | 1 min 12 s 500   |
| 3    | Felipe Massa         | Ferrari            | 1 min 12 s 731   | 1 min 12 s 180   | 1 min 12 s 703   |
| 4    | Kimi Räikkönen       | Ferrari            | 1 min 12 s 732   | 1 min 12 s 111   | 1 min 12 s 839   |
| 5    | Nick Heidfeld        | BMW Sauber         | 1 min 12 s 543   | 1 min 12 s 188   | 1 min 12 s 847   |
| 6    | Heikki Kovalainen    | Renault            | 1 min 12 s 998   | 1 min 12 s 599   | 1 min 13 s 308   |
| 7    | Sebastian Vettel     | BMW Sauber         | 1 min 12 s 711   | 1 min 12 s 644   | 1 min 13 s 513   |
| 8    | Jarno Trulli         | Toyota             | 1 min 13 s 186   | 1 min 12 s 828   | 1 min 13 s 789   |
| 9    | Mark Webber          | Red Bull-Renault   | 1 min 13 s 425   | 1 min 12 s 788   | 1 min 13 s 871   |
| 10   | Giancarlo Fisichella | Renault            | 1 min 13 s 168   | 1 min 12 s 603   | 1 min 13 s 953   |
| 11   | David Coulthard      | Red Bull-Renault   | 1 min 13 s 424   | 1 min 12 s 873   |                  |
| 12   | Ralf Schumacher      | Toyota             | 1 min 12 s 851   | 1 min 12 s 920   |                  |
| 13   | Jenson Button        | Honda              | 1 min 13 s 306   | 1 min 12 s 998   |                  |
| 14   | Nico Rosberg         | Williams-Toyota    | 1 min 13 s 128   | 1 min 13 s 060   |                  |
| 15   | Rubens Barrichello   | Honda              | 1 min 13 s 203   | 1 min 13 s 201   |                  |
| 16   | Anthony Davidson     | Super Aguri-Honda  | 1 min 13 s 164   | 1 min 13 s 259   |                  |
| 17   | Alexander Wurz       | Williams-Toyota    | 1 min 13 s 441   |                  |                  |
| 18   | Takuma Satō          | Super Aguri-Honda  | 1 min 13 s 477   |                  |                  |
| 19   | Vitantonio Liuzzi    | Toro Rosso-Ferrari | 1 min 13 s 484   |                  |                  |
| 20   | Scott Speed          | Toro Rosso-Ferrari | 1 min 13 s 712   |                  |                  |
| 21   | Adrian Sutil         | Spyker-Ferrari     | 1 min 14 s 122   |                  |                  |
| 22   | Christijan Albers    | Spyker-Ferrari     | 1 min 14 s 597   |                  |                  |

## Course

### Classement de la course

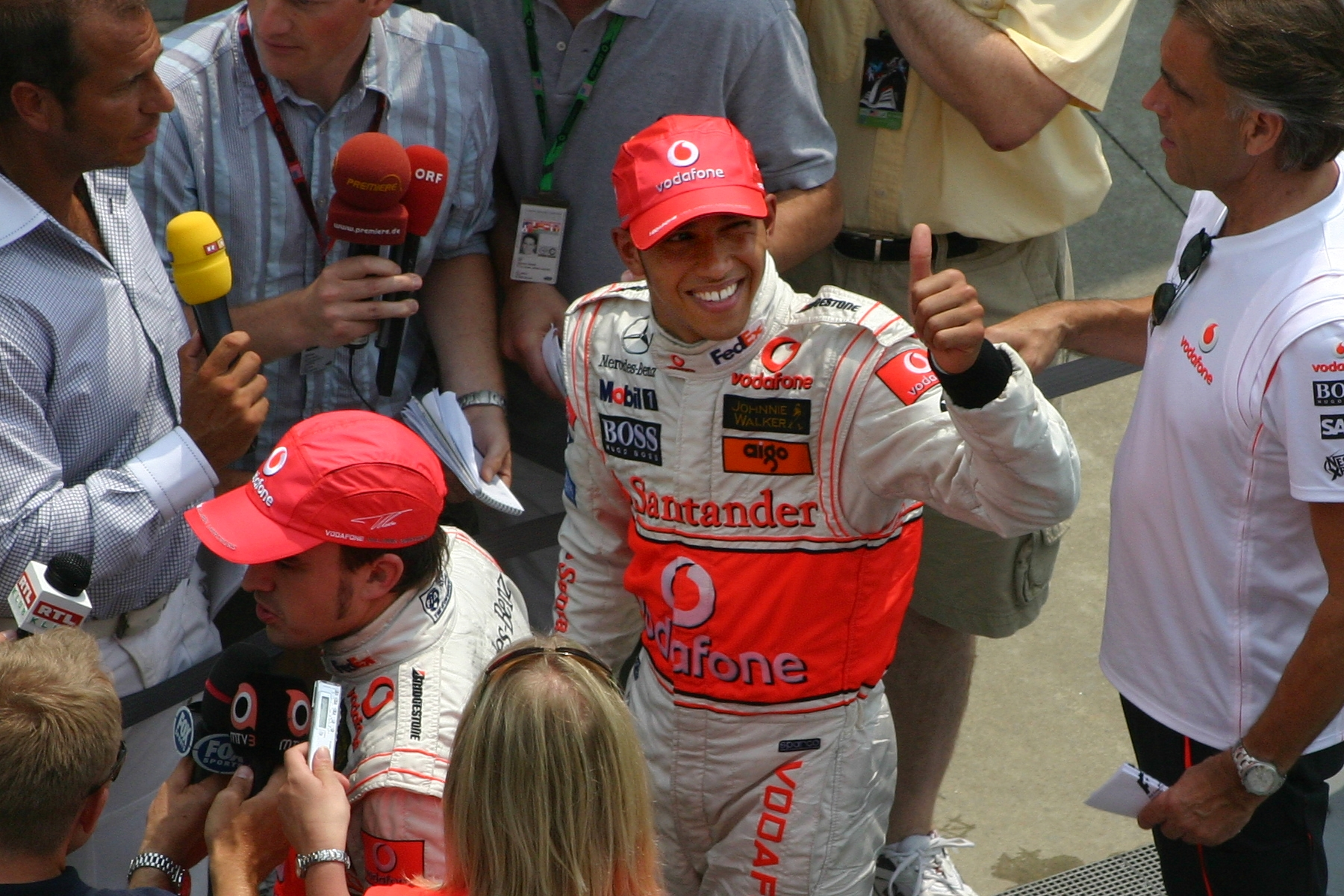
Lewis Hamilton après sa victoire au Grand Prix des États-Unis 2007.

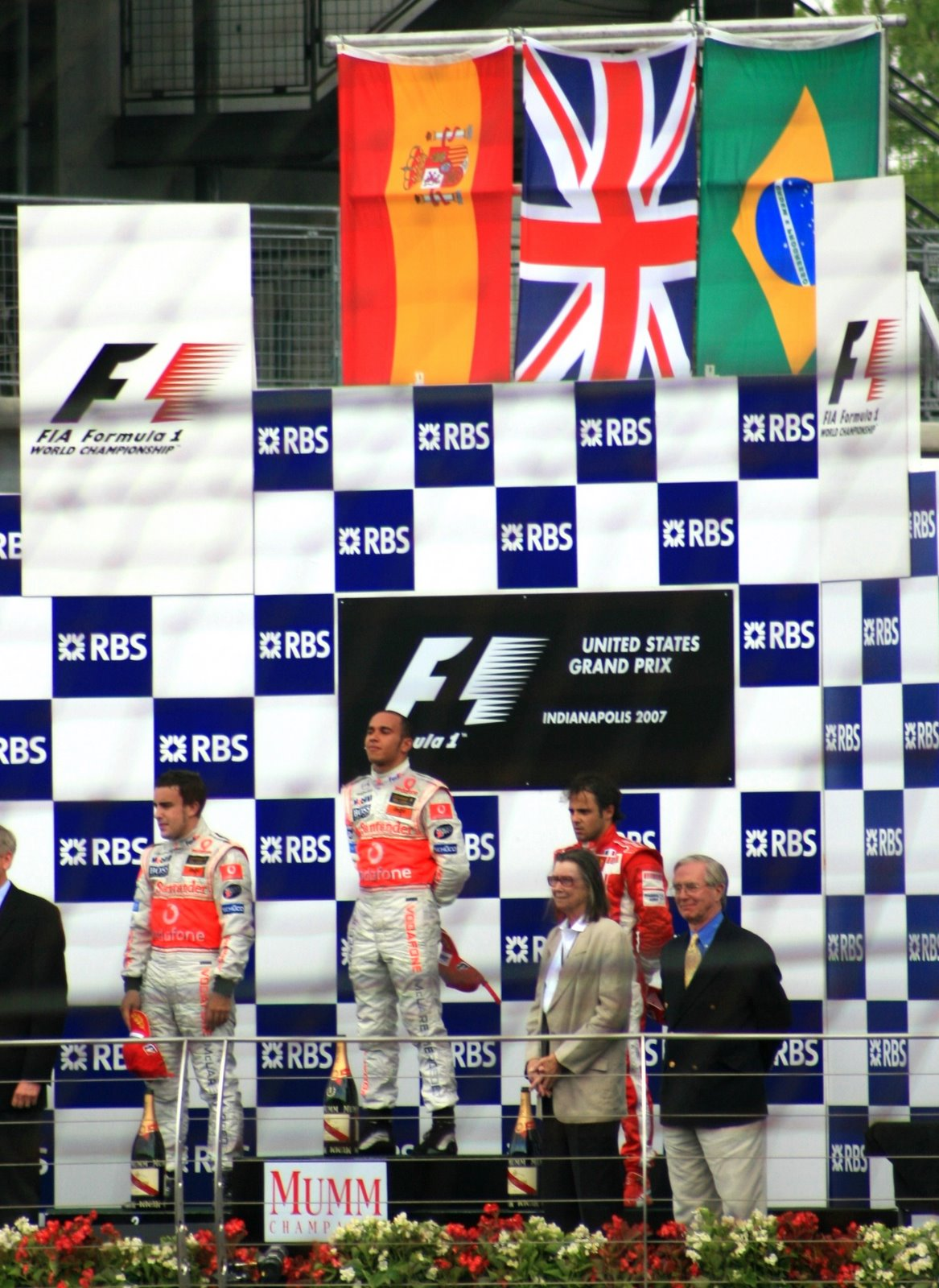
Le podium du GP des États-Unis
(Hamilton 1er, Alonso 2e et Massa 3e).

| Pos. | no | Pilote               | Écurie             | Tours | Temps/Abandon                      | Grille | Points |
| ---- | -- | -------------------- | ------------------ | ----- | ---------------------------------- | ------ | ------ |
| 1    | 2  | Lewis Hamilton       | McLaren-Mercedes   | 73    | 1 h 31 min 09 s 965 (201,401 km/h) | 1      | 10     |
| 2    | 1  | Fernando Alonso      | McLaren-Mercedes   | 73    | +1 s 518                           | 2      | 8      |
| 3    | 5  | Felipe Massa         | Ferrari            | 73    | +12 s 842                          | 3      | 6      |
| 4    | 6  | Kimi Räikkönen       | Ferrari            | 73    | +15 s 422                          | 4      | 5      |
| 5    | 4  | Heikki Kovalainen    | Renault            | 73    | +41 s 402                          | 6      | 4      |
| 6    | 12 | Jarno Trulli         | Toyota             | 73    | +1 min 06 s 703                    | 8      | 3      |
| 7    | 15 | Mark Webber          | Red Bull-Renault   | 73    | +1 min 07 s 331                    | 9      | 2      |
| 8    | 10 | Sebastian Vettel     | BMW Sauber         | 73    | +1 min 07 s 783                    | 7      | 1      |
| 9    | 3  | Giancarlo Fisichella | Renault            | 72    | +1 tour                            | 10     |        |
| 10   | 17 | Alexander Wurz       | Williams-Toyota    | 72    | +1 tour                            | 17     |        |
| 11   | 23 | Anthony Davidson     | Super Aguri-Honda  | 72    | +1 tour                            | 16     |        |
| 12   | 7  | Jenson Button        | Honda              | 72    | +1 tour                            | 13     |        |
| 13   | 19 | Scott Speed          | Toro Rosso-Ferrari | 71    | +2 tours                           | 20     |        |
| 14   | 20 | Adrian Sutil         | Spyker-Ferrari     | 71    | +2 tours                           | 21     |        |
| 15   | 21 | Christijan Albers    | Spyker-Ferrari     | 70    | +3 tours                           | 22     |        |
| 16   | 16 | Nico Rosberg         | Williams-Toyota    | 68    | Moteur                             | 14     |        |
| 17   | 18 | Vitantonio Liuzzi    | Toro Rosso-Ferrari | 68    | Retrait volontaire                 | 19     |        |
| Abd. | 9  | Nick Heidfeld        | BMW Sauber         | 56    | Transmission                       | 5      |        |
| Abd. | 22 | Takuma Satō          | Super Aguri-Honda  | 13    | Tête-à-queue                       | 18     |        |
| Abd. | 14 | David Coulthard      | Red Bull-Renault   | 0     | Accident                           | 11     |        |
| Abd. | 8  | Rubens Barrichello   | Honda              | 0     | Suspension                         | 15     |        |
| Abd. | 11 | Ralf Schumacher      | Toyota             | 0     | Accident                           | 12     |        |

### Pole position et record du tour
- Pole position :  Lewis Hamilton (McLaren-Mercedes) en 1 min 12 s 331 (vitesse moyenne : 208,641 km/h). Le meilleur temps des qualifications a quant à lui été établi par Alonso lors de la Q2 en 1 min 11 s 926[6].
- Meilleur tour en course :  Kimi Räikkönen (Ferrari) en 1 min 13 s 117 au 49e tour (vitesse moyenne : 206,398 km/h)[7].

### Tours en tête
- Lewis Hamilton (McLaren-Mercedes) : 66 tours (1-20 / 27-50 / 52-73) ;
- Fernando Alonso (McLaren-Mercedes) : 1 tour (21) ;
- Heikki Kovalainen (Renault) : 5 tours (22-26) ;
- Felipe Massa (Ferrari) : 1 tour (51)[8].

## Classements généraux à l'issue de la course
À la suite de l'affaire d'espionnage, les points de l'écurie McLaren seront rétroactivement supprimés le 13 septembre 2007 par décision du Conseil Mondial de la FIA.
| Pos. | Pilote               | Écurie            | Points |
| ---- | -------------------- | ----------------- | ------ |
| 1    | Lewis Hamilton       | McLaren-Mercedes  | 58     |
| 2    | Fernando Alonso      | McLaren-Mercedes  | 48     |
| 3    | Felipe Massa         | Ferrari           | 39     |
| 4    | Kimi Räikkönen       | Ferrari           | 32     |
| 5    | Nick Heidfeld        | BMW Sauber        | 26     |
| 6    | Giancarlo Fisichella | Renault           | 13     |
| 7    | Robert Kubica        | BMW Sauber        | 12     |
| 8    | Heikki Kovalainen    | Renault           | 12     |
| 9    | Alexander Wurz       | Williams-Toyota   | 8      |
| 10   | Jarno Trulli         | Toyota            | 7      |
| 11   | Nico Rosberg         | Williams-Toyota   | 5      |
| 12   | David Coulthard      | Red Bull-Renault  | 4      |
| 13   | Takuma Satō          | Super Aguri-Honda | 4      |
| 14   | Ralf Schumacher      | Toyota            | 2      |
| 15   | Mark Webber          | Red Bull-Renault  | 2      |
| 16   | Sebastian Vettel     | BMW Sauber        | 1      |

| Pos. | Écurie            | Points |
| ---- | ----------------- | ------ |
| 1    | McLaren-Mercedes  | 106    |
| 2    | Ferrari           | 71     |
| 3    | BMW Sauber        | 39     |
| 4    | Renault           | 25     |
| 5    | Williams-Toyota   | 13     |
| 6    | Toyota            | 9      |
| 7    | Red Bull-Renault  | 6      |
| 8    | Super Aguri-Honda | 4      |

## Statistiques
Le Grand Prix des États-Unis 2007 représente :
- la 2e victoire pour Lewis Hamilton (McLaren-Mercedes)[10] ;
- la 152e victoire pour McLaren en tant que constructeur[11] ;
- la 57e victoire pour Mercedes en tant que motoriste[12] ;
- la 2e pole position pour Lewis Hamilton[13] ;
- le 1er point pour Sebastian Vettel, qualifié en 7e position pour sa première course. Il devient, à seulement 19 ans, 11 mois et 14 jours, le plus jeune pilote de l'histoire de la Formule 1 à inscrire un point (le précédent record appartenait à Jenson Button depuis le GP du Brésil 2000) ;
- les 1ers tours en tête d'un Grand Prix pour Heikki Kovalainen, débutant cette saison en Formule 1 (5 tours en tête, du 22e au 26e).

Au cours de ce Grand Prix :
- Lewis Hamilton est le premier pilote de l'histoire de la Formule 1 à monter sur le podium lors de chacune de ses sept premières courses.
- Lewis Hamilton et Fernando Alonso sont les seuls pilotes à avoir inscrit des points lors de chacune des épreuves.
- Dans les jours précédant la course, l'actualité de la Formule 1 a tourné autour de l'état de santé de Robert Kubica, victime une semaine auparavant d'un accident d'une rare violence lors du Grand Prix du Canada. Sorti de l'hôpital dès le lendemain et ne souffrant que d'une commotion cérébrale et d'une entorse à la cheville, le pilote polonais avait immédiatement exprimé son désir de reprendre le volant à Indianapolis, mais le jeudi précédant les premiers essais, les médecins de la FIA ont refusé de lui accorder le droit de participer à l'épreuve et lui ont imposé un repos supplémentaire, arguant des conséquences que pourrait avoir un nouvel accident. Pour remplacer Kubica, BMW Sauber s'est tourné vers Sebastian Vettel, l'un de des deux pilotes essayeurs de l'écurie qui dispute à cette occasion son premier Grand Prix.
- Liam Flanagan qui travaillait depuis 25 ans chez Toyota (il avait débuté au sein de l'équipe engagée en rallye) et qui était responsable de l'équipe châssis de Toyota F1 Team s'est noyé pendant ses vacances en Turquie juste avant le GP des États-Unis. Avec le départ de Tsutomu Tomita (qui était le directeur de l’équipe Toyota F1 Team et désormais patron du circuit du Mont Fuji) après le GP du Canada, l'écurie japonaise aura perdu deux de ses dirigeants en l'espace d'une semaine.
- Le contrat liant l'Indianapolis Motor Speedway et la FOM n'ayant pas été reconduit, il n'y aura pas de GP de F1 à Indianapolis en 2008.